# Zeudi Araya
Zeudi Araya (Decamerè, 10 febbraio 1951) è un'attrice e produttrice cinematografica eritrea naturalizzata italiana.
È una delle attrici più note del cinema erotico italiano degli anni settanta, grazie a film quali La ragazza dalla pelle di luna, La ragazza fuoristrada e Il corpo.

## Biografia
Figlia di un uomo politico e nipote di un ambasciatore etiope a Roma, si diplomò nel 1969: nello stesso anno fu eletta Miss Eritrea. Il suo nome in lingua tigrina significa "corona imperiale". Un viaggio in Italia le aprì, quasi per caso, le porte di Cinecittà. Nel 1972 la Araya fu protagonista in una pubblicità televisiva per una marca di caffè e il regista Luigi Scattini la notò quindi la scritturò per interpretare il ruolo principale nel suo film La ragazza dalla pelle di luna, che riscosse un buon successo di pubblico. Il ruolo era quello di una ragazza dei Tropici che prima rischia di mandare a rotoli il matrimonio di una coppia borghese, con il suo erotismo prorompente, poi ne favorisce il riappacificarsi, e lanciò la Araya come attrice emergente. Seguirono un interesse dei mass media, un 45 giri (nato sull'onda della popolarità ottenuta in quel periodo) e altri film erotici, diretti per la maggior parte da Scattini.
Dopo il matrimonio con il produttore cinematografico Franco Cristaldi passò a interpretare film del cosiddetto "cinema medio" del marito, con titoli quali Il signor Robinson, mostruosa storia d'amore e d'avventure, nel ruolo di "Venerdì", a fianco di Paolo Villaggio, Giallo napoletano, insieme a Marcello Mastroianni, e Tesoromio, con Johnny Dorelli, Sandra Milo e Renato Pozzetto. All'inizio degli anni novanta la Araya si ritirò dalle scene cinematografiche. Dopo la scomparsa del marito fu parte attiva nel lavoro di produzione cinematografica e, ancora oggi, produce diverse pellicole per il cinema e la televisione, rimanendo sempre dietro le quinte (tornò in televisione solo nel 2001, intervistata da Daniele Luttazzi, per il programma Satyricon) con il suo nuovo compagno, il regista Massimo Spano dal quale ha avuto un figlio, Michelangelo, nato nel 1996. Il 16 settembre 2015 è riapparsa in televisione nel programma Rai La vita in diretta intervistata da Cristina Parodi. Il 30 giugno 2018, presentò a Bologna con Giuseppe Tornatore la versione restaurata in 4K del film Divorzio all'italiana, prodotto all'epoca dal primo marito.

## Filmografia

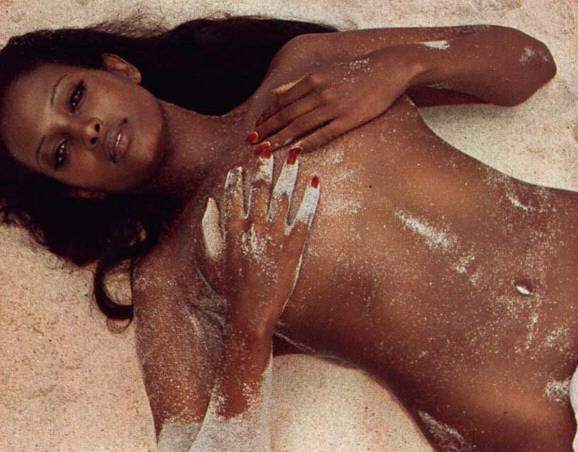
Zeudi Araya ne La ragazza dalla pelle di luna (1972)

- La ragazza dalla pelle di luna, regia di Luigi Scattini (1972)
- La ragazza fuoristrada, regia di Luigi Scattini (1973)
- Il corpo, regia di Luigi Scattini (1974)
- La preda, regia di Domenico Paolella (1974)
- La peccatrice, regia di Pier Ludovico Pavoni (1975)
- Il signor Robinson, mostruosa storia d'amore e d'avventure, regia di Sergio Corbucci (1976)
- Giallo napoletano, regia di Sergio Corbucci (1979)
- Tesoromio, regia di Giulio Paradisi (1979)
- I paladini: storia d'armi e d'amori, regia di Giacomo Battiato (1983)
- Il giorno prima, regia di Giuliano Montaldo (1987)

## Discografia

### Singoli
- 1973 – Oltre l'acqua del fiume/Maryam (Bla Bla, BBR 1338, 7")

## Riconoscimenti
- Taormina Film Fest
  - 1973 – Arancia d'oro alla miglior attrice